# 東京メトロ2000系電車
東京メトロ2000系電車（とうきょうメトロ2000けいでんしゃ）は、2019年（平成31年）2月23日より営業運転を開始した、東京地下鉄（東京メトロ）丸ノ内線用の通勤形電車。

## 概要
本系列は1988年（昭和63年）から丸ノ内線で運用されている02系が初期車の落成から30年以上が経過し、老朽化が進んでいることや、丸ノ内線に導入予定のCBTC（無線式列車制御システム）に対応できないことから新造が決定し、2020年東京オリンピック・パラリンピックに向けて、東京メトロの魅力を発信できるように開発が進められた。
形式称号は、東京メトロ移行後に設計された狭軌・架空電車線方式の新型車両に対して10000番台（5桁）の形式称号を使用しているが、本系列は銀座線1000系と同様に「軌間と電気の供給方式が異なる（標準軌・第三軌条集電方式）」ことから、走行できる路線構造が共通しない他の路線と区別するため、4桁の形式称号とした。
本系列で採用した駆動システム（VVVFインバータ装置、主電動機、非常走行用電源装置）の技術は、従来の02系と比較して大きな省エネルギー化を実現できたことから「令和元年度地球温暖化防止活動環境大臣表彰」（対策技術先進導入部門）および「2019年度省エネ大賞経済産業大臣賞」（製品・ビジネスモデル部門・輸送分野）を受賞している。
車両価格は当初計画の53編成で「約550億円」で、1編成あたり約10億3,773万円。

## 車体
車体はアルミニウム合金の中空押出し形材を使用したダブルスキン構造をFSW（摩擦攪拌接合）で接合した車体構造としている。近年の新造車両同様に万が一のオフセット衝突事故に備えて、従来の妻面の車体端角部の構造は、車体端角部が三角に面取りされた形状としていたが、そこに強度の大きい三角形を基本とした、肉薄の三角形の板を重ねた構造の形材を使用して補強されており、フラットな形状としている。また、将来の廃車時におけるリサイクルを考慮して車体に使用されるアルミ合金の材質統一が図られている。
銀座線1000系で培った技術を更に発展させた最新技術を採用するとともに、様々な部門から集まった社員が丸ノ内線の特徴から導き出したキーワード「地上」「活気」「先進的」に基づき、世界有数の大都市“TOKYO”に活気を与えるインパクトのある形状や四季に映える色、そして丸ノ内線の開業時に走行していた300形の車体色の再現として鮮やかなグローイング・スカーレット（英: Glowing Scarlet）を車体カラーに取り入れたが、環境負荷低減のため車体全体に同色のカラーフィルムを貼り付ける「フルラッピング車両」とした。ただし、先頭車の前頭部付近はラッピングの貼り付けに適さないことから、同色の塗装仕上げとしている。
グローイング・スカーレット色の車体には開業当時から受け継がれてきた「サインウェーブ」を配しており、ホームドアがある駅からでも見やすいように上部に施している。前照灯はかつて丸ノ内線で運用されていた300形の形状をモチーフとした鍵形で、コイト電工製の花形LED（10粒）と補助前照灯（1灯）を採用している。

## 車内
一部に採用された円形の窓が特徴的である。
赤と黒のコントラストを付けたシックでメリハリのある室内デザインとした。内装は淡いピンク色の内板を基調としたものとして、妻面と袖仕切板にはダークな木目調とした。床敷物は濃いめのピンク色とした。東京メトロ他線区の新型車両に採用された荷棚底面や袖仕切の一部・車両間貫通扉に強化ガラスを使用し、車内に開放感を持たせたものとした。つり革は、つり輪が黒色で丸形と1000系特別仕様車で採用されたリコ風吊り手を模した楕円形の2種類がある。
座席表地は一般席は黒色をベースとして、背ずりに座席区分が分かる赤と黒を基準としたグラデーション模様を採用し、優先席は赤の部分をオレンジとした。座席表地は龍村美術織物製のものが使用されている。
室内灯にはLED照明を採用することで、従来の蛍光灯よりも約40%の省エネルギー化が実現されている。銀座線の1000系と同様、セクション通過時における室内灯の照度低下が無くなった。
車両間貫通扉は全面ガラス構成とされており、ガラス扉には衝突防止の表記として丸ノ内線の路線図をモチーフに、同線の沿線名所のアイコンイラストを配置したデザインを採用した。
バリアフリーへの配慮として、客用ドア下部には床面との識別をしやすくするために黄色着色を施した「出入口識別表示板」を、客用ドア上部にはドア開閉時または乗降促進放送使用時に赤く点滅する「ドア開閉表示灯」を設置している。各車両の客用ドア上部には、千鳥配置で（1両あたり3か所）防犯カメラを設置している。優先席部では前述した座席表地の色調変更のほか、付近のつり革および座席端の袖仕切縦握り棒をオレンジ色着色として識別している。
車椅子スペース・フリースペースは編成内のすべての車両の池袋方車端部（2000形のみ荻窪方）に配置している。車椅子スペースには安全手すり、暖房器、非常通報装置、腰当てクッションを設置、フリースペースには小物用テーブル、小物掛け、地下鉄車両としては初の電源コンセントを設置している。2100形・2300形・2500形では「1側」にフリースペースを配置、「2側」に車椅子スペースを配置し、2200形・2400形・2000形では「1側」に車椅子スペースを配置、「2側」にフリースペースを配置している。
冷房装置は02系大規模改修車（B修工事）同様に23.26kW（20,000kcal/h）出力品（集約分散形）を屋根部に埋め込む形で2台搭載しており、車内の快適性を向上させている（1両あたり46.51kW・40,000kcal/h）。装置はグループ会社のメトロ車両が、製造元の東芝インフラシステムズに発注したものである（メトロ車両形式：MS-HU2001形・東芝インフラシステムズ形式：RPU-6038形）。

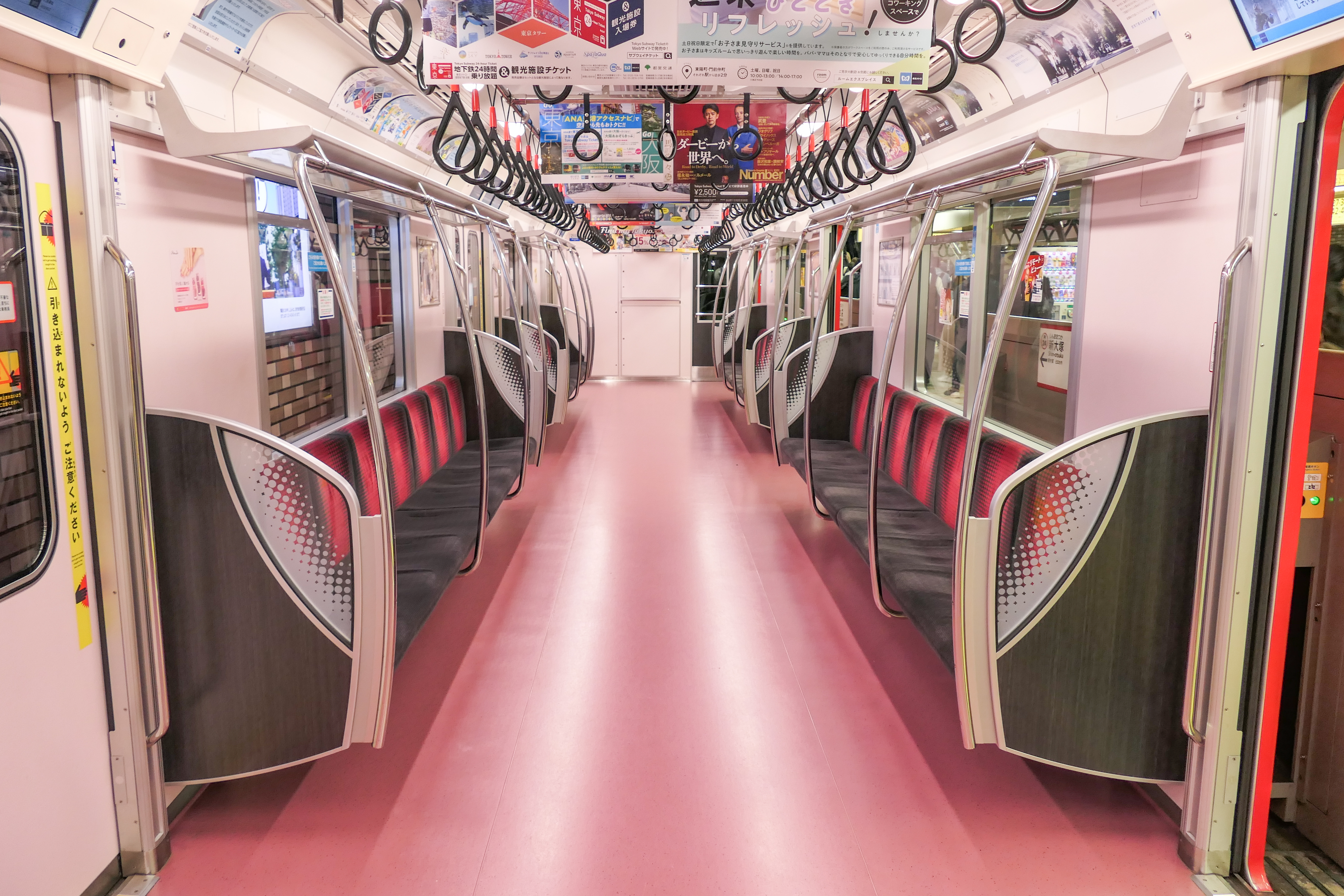
車内（2118）
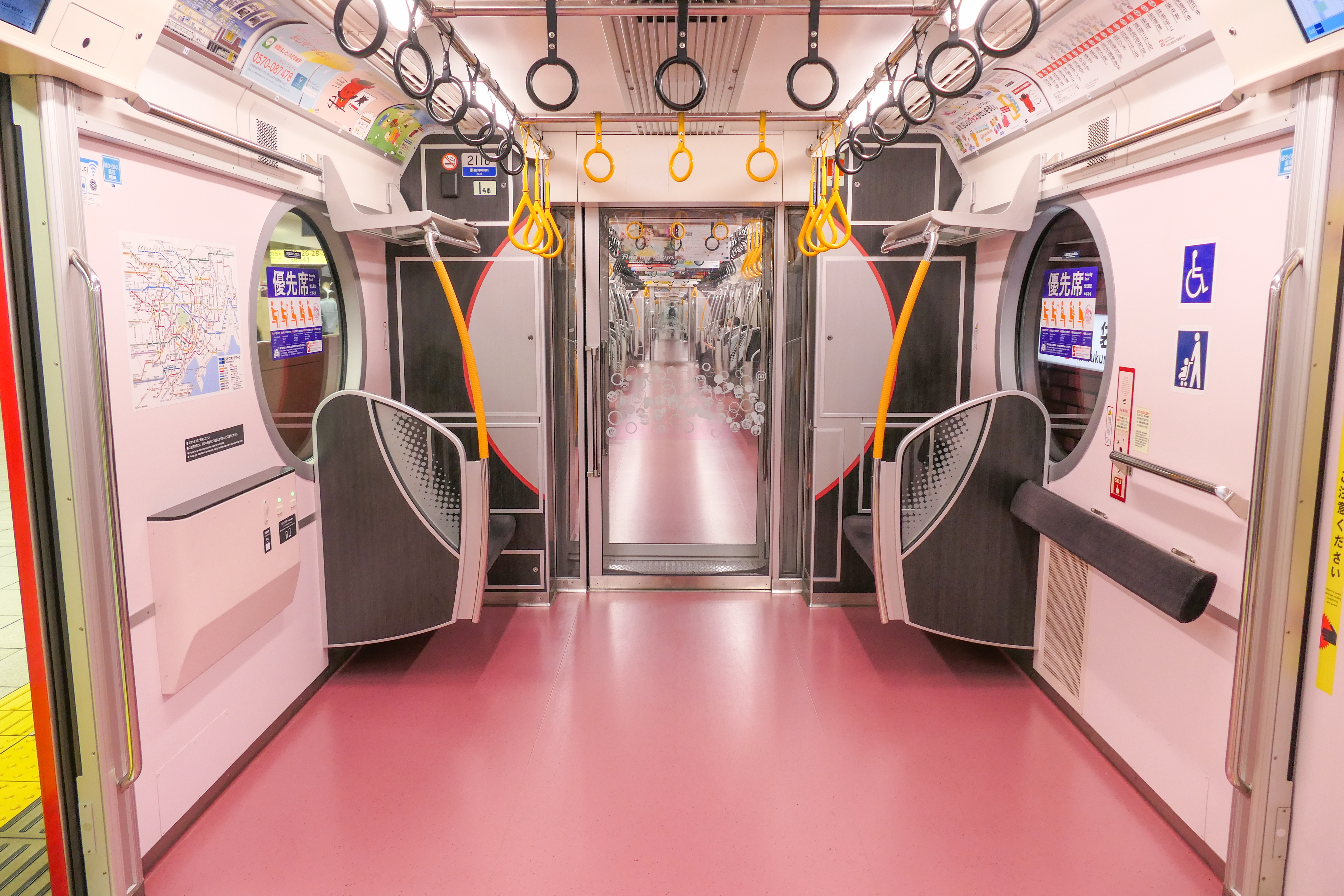
優先席および車椅子スペースとフリースペース（2118）
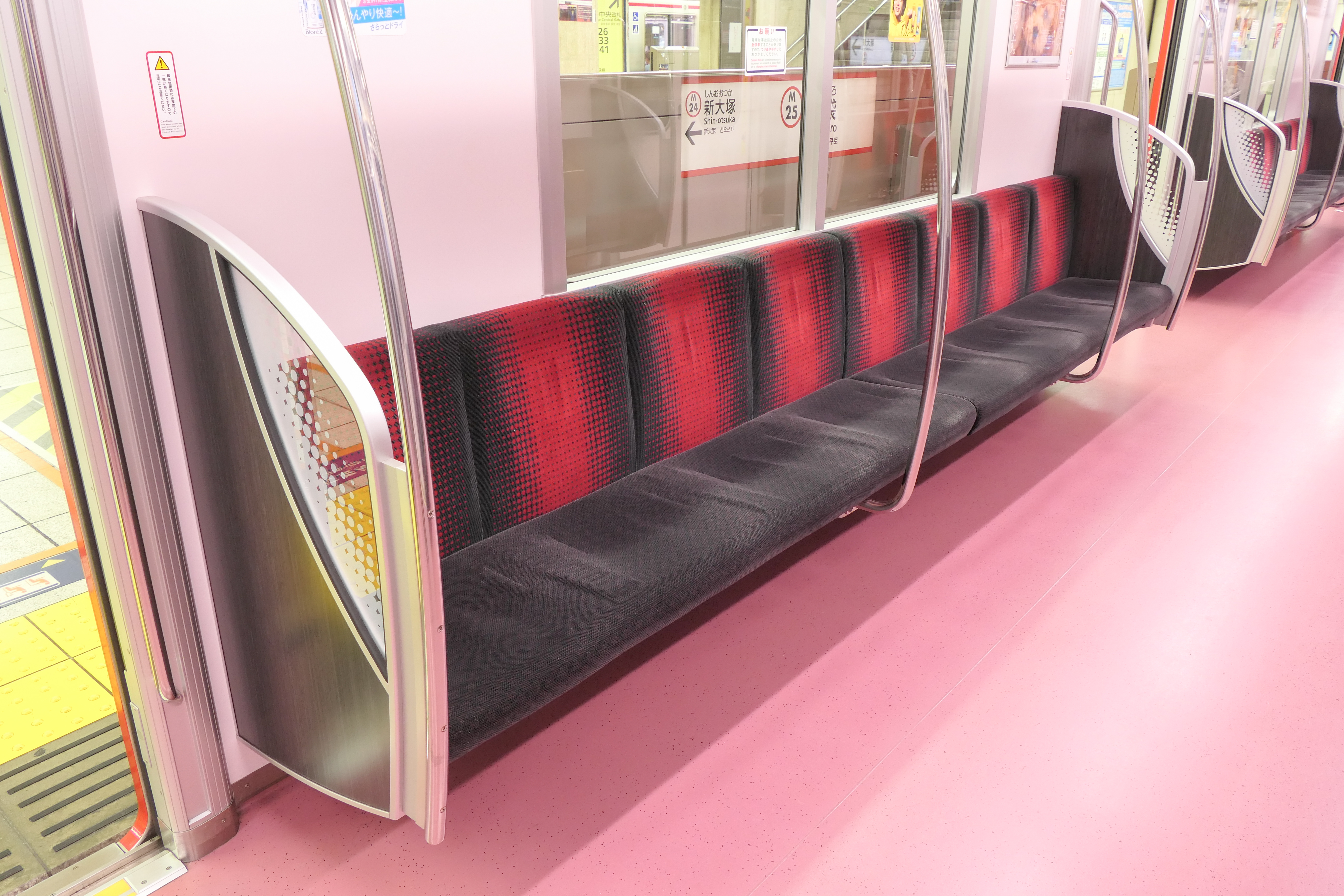
一般座席
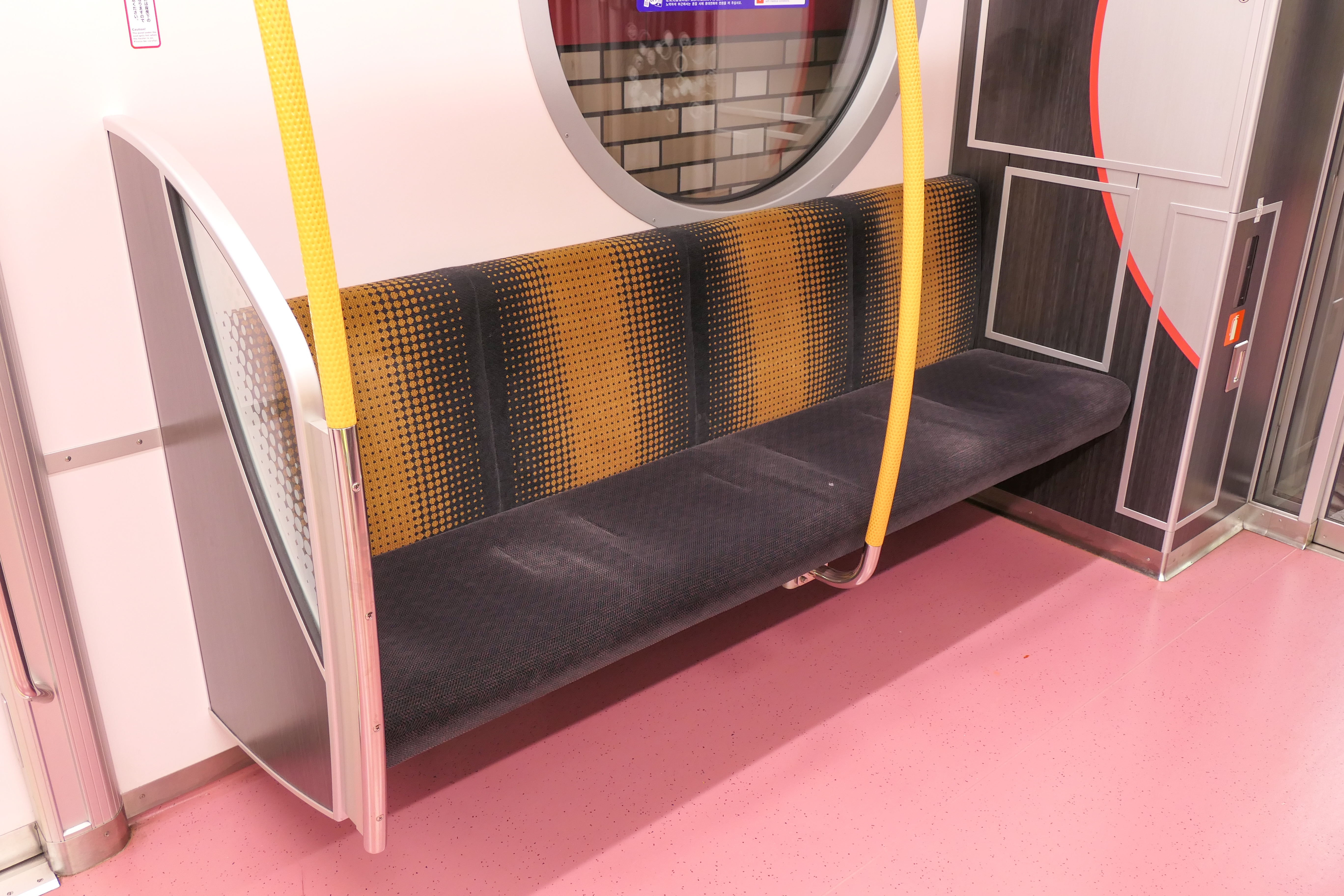
優先座席
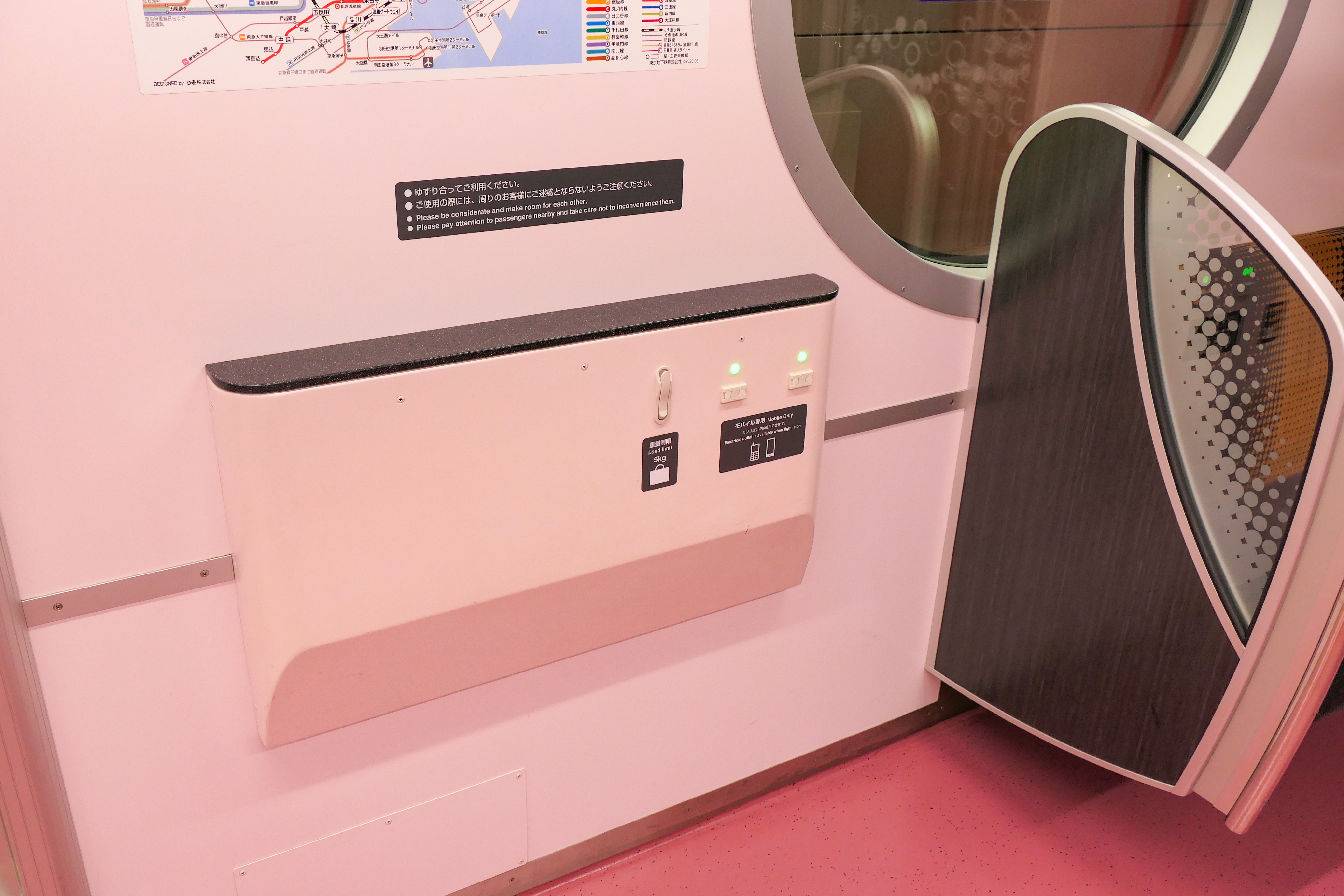
フリースペースの電源コンセント
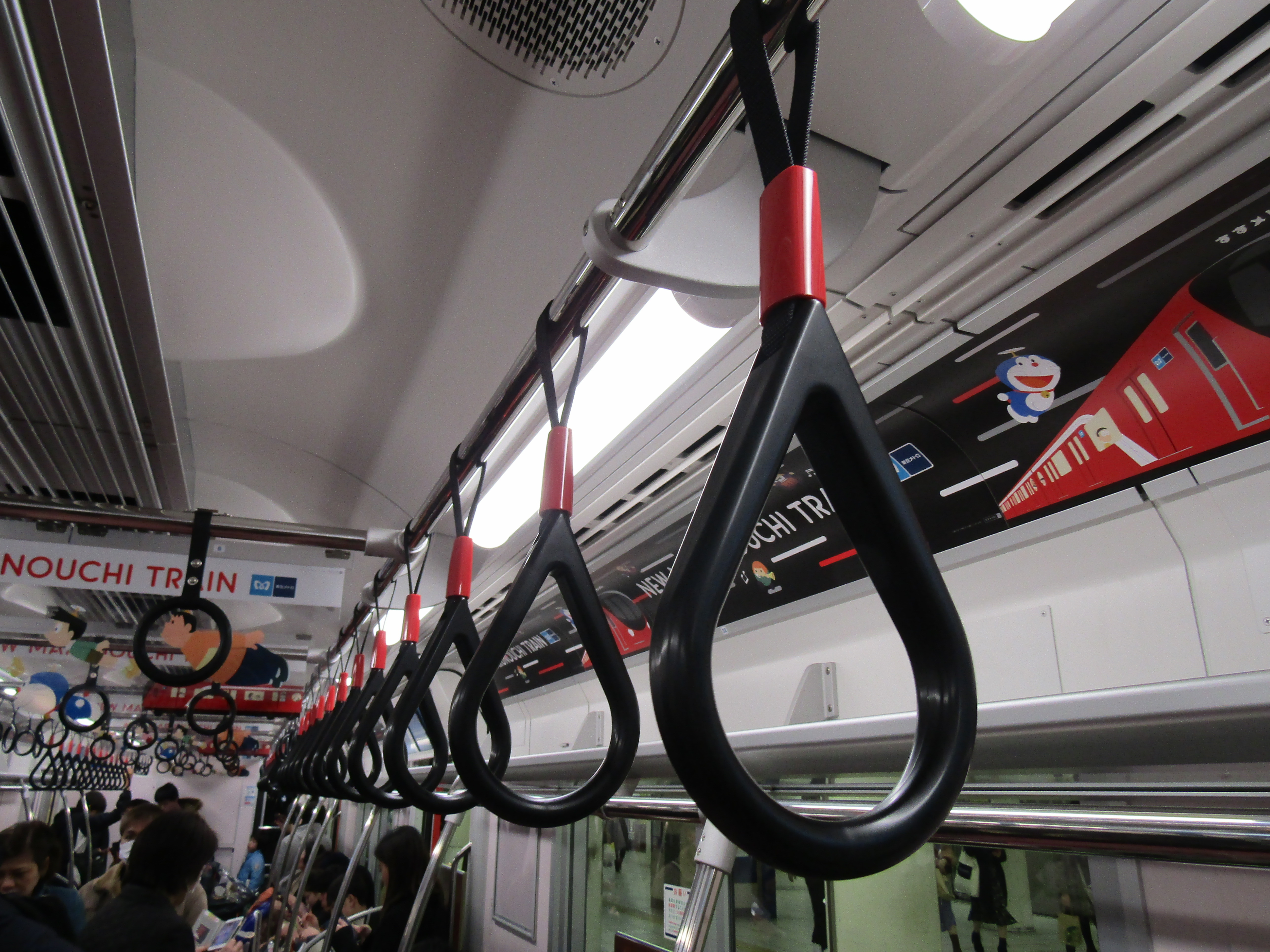
リコ風吊り手を模した楕円形のつり革

### 旅客案内機器
車内の各ドア上部には17インチ液晶ディスプレイ(LCD・TVIS) を用いた車内案内表示器を設置した。LCD画面は3画面が設置され、左側の画面は「Tokyo Metro ビジョン」の広告動画用として、中央、右側の画面は行先案内・乗り換え案内などの旅客案内用として使用する。
前面には運行番号表示器と行先表示器を、本系列では側面にも行先表示器を新設した。いずれも視認性に優れたフルカラーLEDを採用している。行先表示の左には駅ナンバリングの表示が追加された。

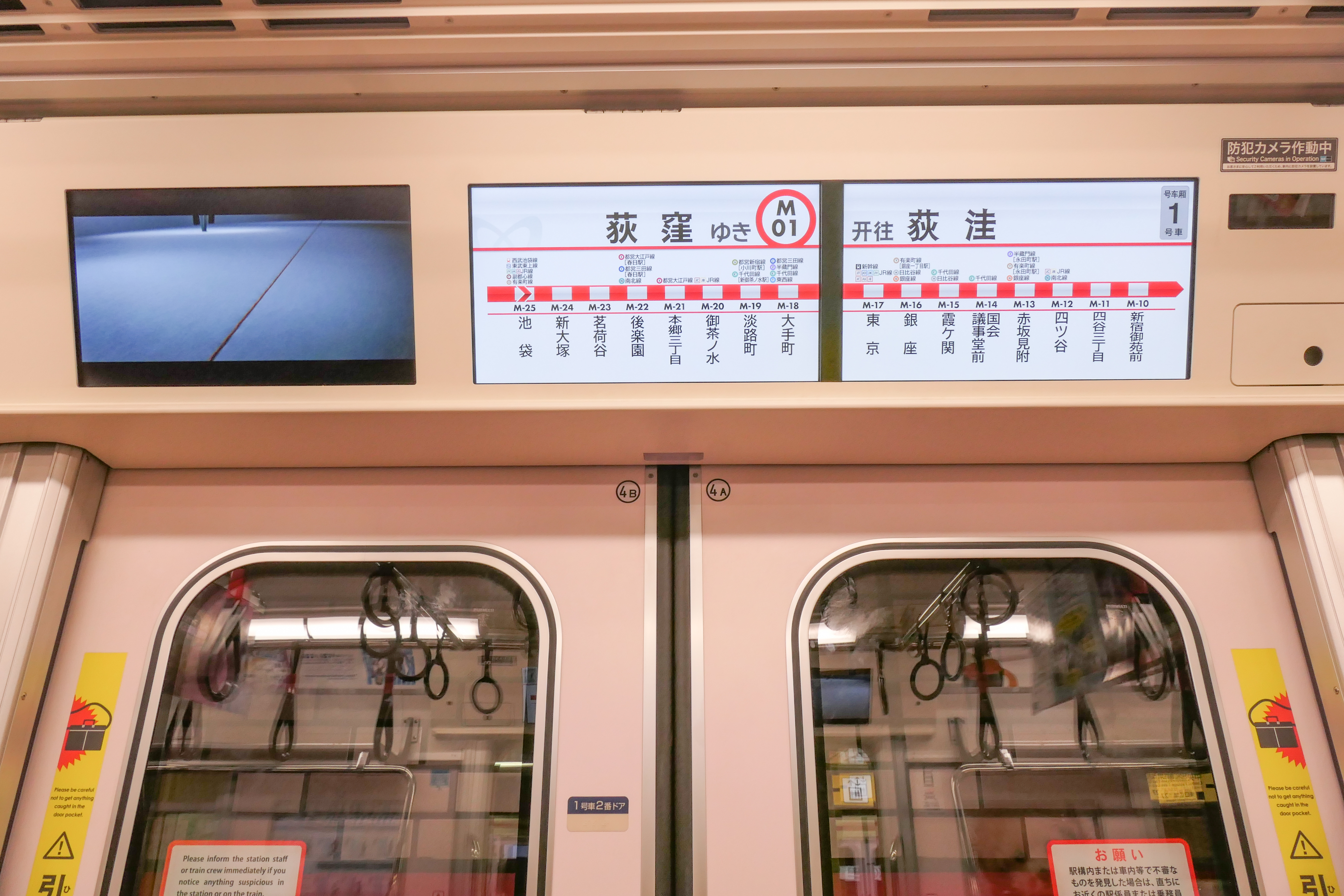
各扉上部に設置された液晶ディスプレイの車内案内表示器
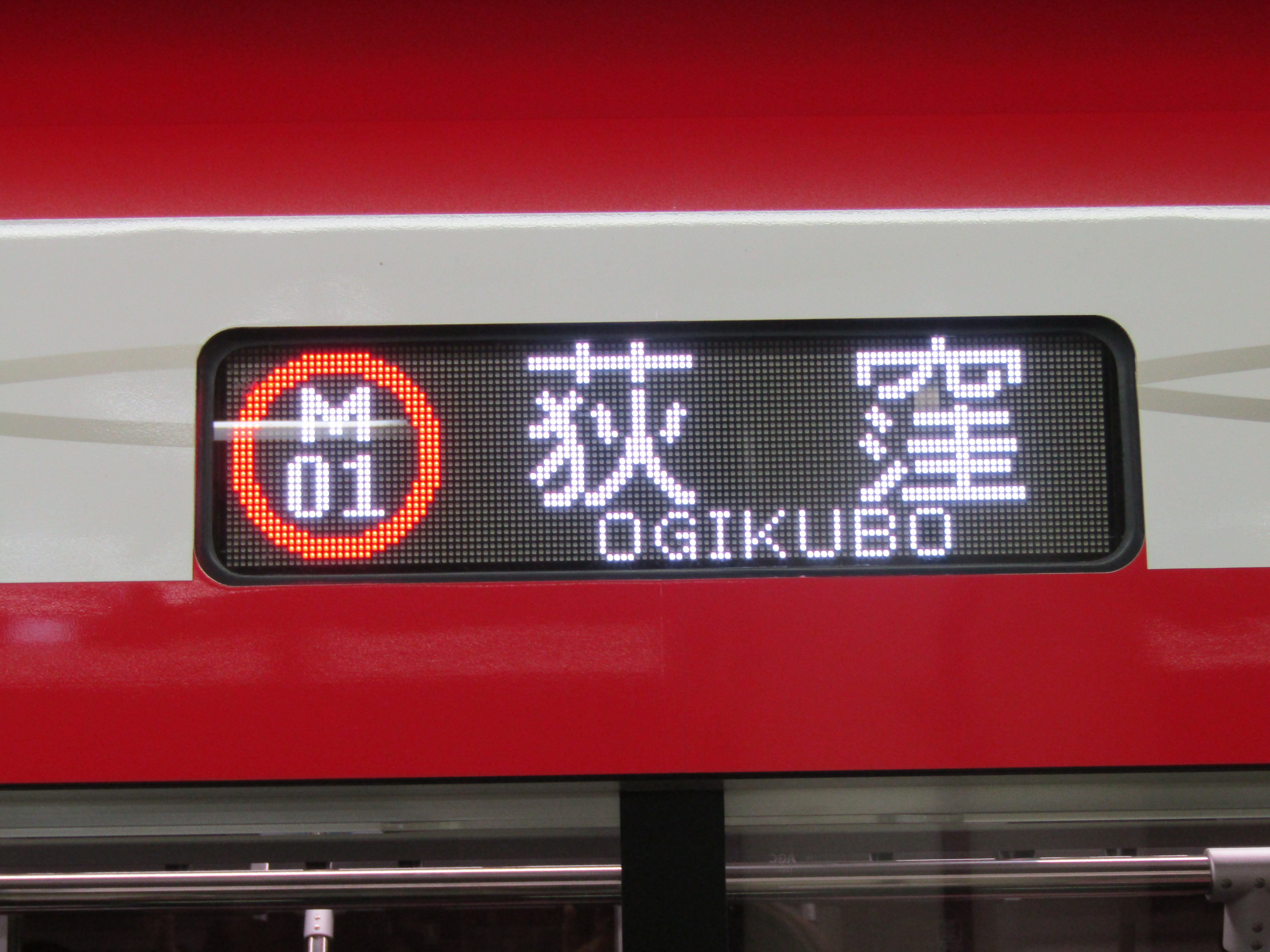
側面のLED式行先表示器
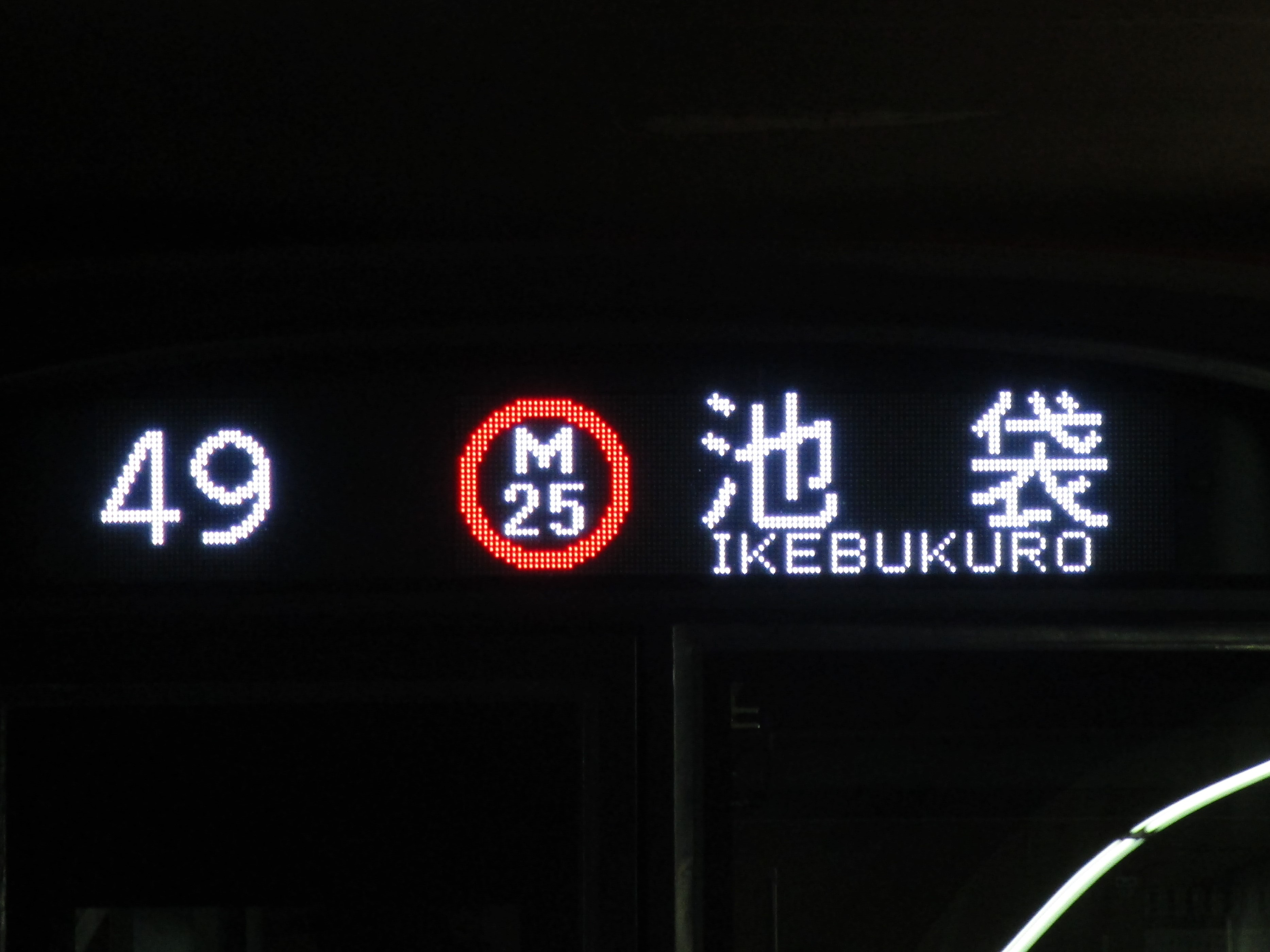
前面のLED式行先表示器

### 乗務員室
運転台は T字形ワンハンドルマスコンおよび速度計・圧力計・表示灯等の計器類を液晶モニターに集約したグラスコックピット構造を採用した。
この液晶画面は正面パネルに2画面、右側部に1画面が設置されており、通常は正面パネルの左側を計器表示用として、右側を車両制御情報管理装置（TIS）用として使用するほか、残るもう1画面は正面パネル画面の故障時のバックアップ用として使用する。
放送装置には自動放送装置を搭載しているほか、車外案内用として車外放送用スピーカーを設置している。このスピーカーは、運転士が混雑時に素早く乗降を促す際に使われる。車上メロディーは02系と同じく、A線が「街並みはるか」B線が「舞フラワー」である。
乗務員室と客室の仕切り壁には配電盤などの機器を設置したため、仕切り窓は設置していない。ただし、車掌台側には窓入りの仕切り扉が設けられている。

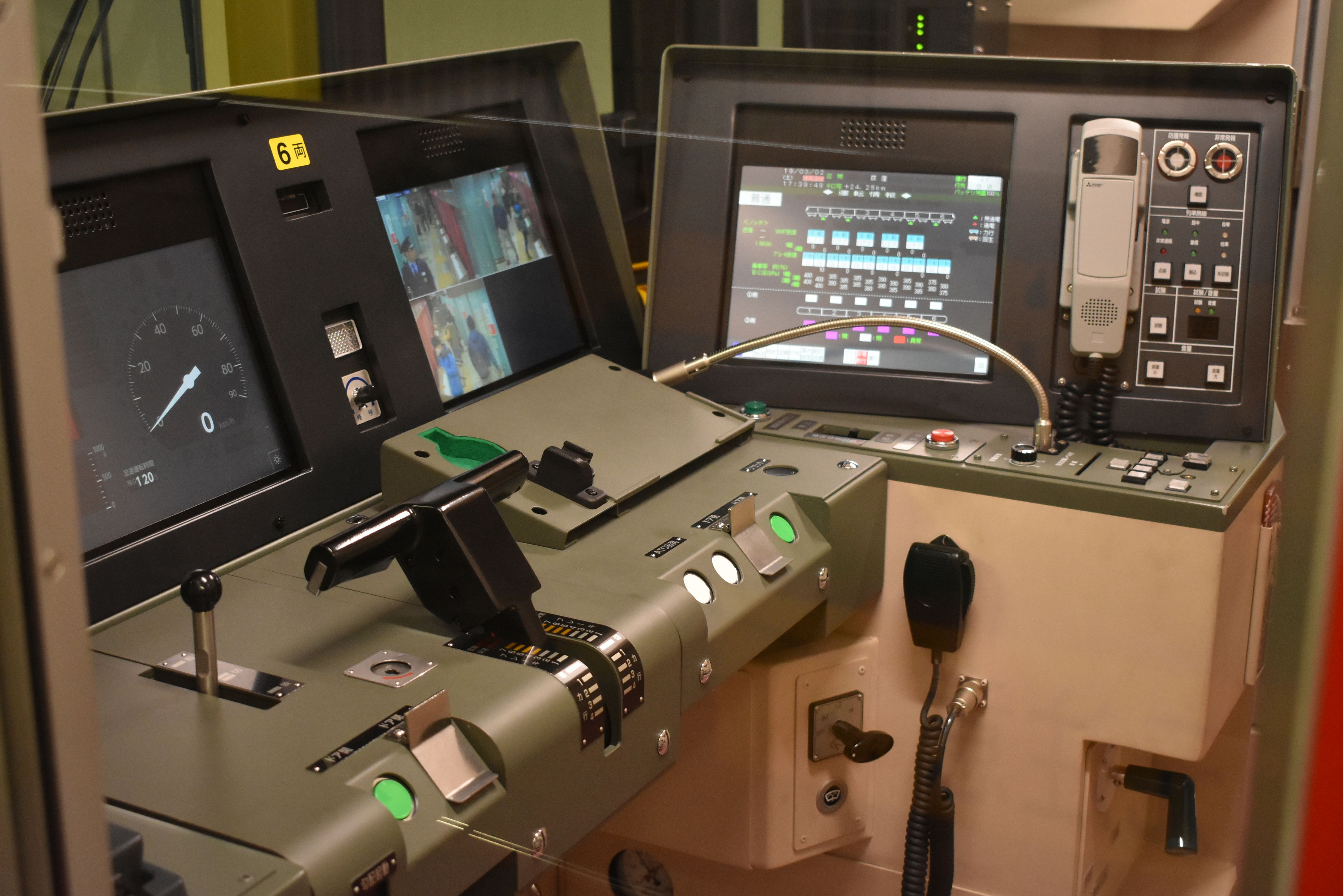
1号車の乗務員室（2019年3月）

## 走行機器
主電動機には千代田線16000系や銀座線1000系、丸ノ内線02系大規模改修車と同じ永久磁石同期電動機（PMSM）を採用し、VVVFインバータ制御方式により制御する。
制御装置はオールSiC-MOSFET素子を使用した東芝インフラシステムズ製で、2レベルVVVFインバータ装置（レゾルバレス・ベクトル制御・オール電気ブレーキ対応）を採用した。電動機制御はPMSMを採用したことにより、モーターの回転子の回転に同期した制御が必要となるため、インバータ1基で1基の主電動機を制御する1軸個別制御方式の1C1M制御を1群とし、インバータ装置は2群分の制御回路を1台のインバータユニットに集約した「2in1形」インバータ装置を採用することで装置の小形化を実現している。装置は2200形では4個モーター制御（1C1M4群制御）とし、自車と隣接する2100形の各1軸を、2400形では6個モーター制御（1C1M6群制御）とし、自車と隣接する2300形と2500形の各1軸を制御する。
主電動機は回転子に永久磁石を使用した東芝インフラシステムズ製の永久磁石同期電動機（PMSM・電圧400V・電流198A・定格回転数1,890rpm、1時間定格150kW出力）のMM-S4B形（東京メトロ形式）で、従来の三相誘導電動機よりも効率が高い。歯車比は109:14（7.79）と高めにとっている。
補助電源装置はハイブリッドSiC素子を使用した140kVA容量の三菱電機製静止形インバータ（SIV、型式：NC-GBT140B）で、直流600Vを入力し、三相交流200Vを出力する。車両内で使用する全ての電源をまかなうもので、編成で2台を搭載する。
空気圧縮機（CP） は、潤滑油の不要な三菱電機製オイルフリースクロール式ユニットコンプレッサを採用している（URC1200D-I形）。この装置は小容量のコンプレッサ3台と除湿装置など周辺機器も含め1台の箱に集約したもので、低騒音や保守性に優れている。
保安装置は車内信号式新CS-ATCのほか、2022年度末に使用開始予定の無線式列車制御システムCBTCは準備工事としている。第03編成以降では両先頭車の屋根上にはデジタル列車無線アンテナと中継箱が設置されている（第01・02編成は準備工事）。

### 台車
台車は1000系に続いて住友金属工業（現：日本製鉄）が開発した軸箱支持装置がモノリンク式のボルスタ付き自己操舵機能台車SC108形を採用した。これは走行安定性の向上のために採用されたものである。
1つの台車にある2軸のうち、片側の台車枠と軸箱を繋いで輪軸を支える軸箱支持装置は、モノリンク式支持の非操舵軸（固定軸）だが、もう一方の片側は、モノリンク式に操舵リンク機構を取り付けた操舵軸となっている。これは、台車枠と軸箱を繋いで輪軸を支えるモノリンク式のリンクが、リンク機構を介してボルスタ（枕ばり）と台車枠に繋がっているもので、曲線走行時にボルスタと台車の間で発生する相対的なボギー変位がてこの原理を使用したリンク機構を介して輪軸に伝達されるようになっている。これによって輪軸をレールの外軌側（カーブでの外側のレール）に移動させるとともに、曲線内外の軸距を調節して車輪をレール方向に沿わせることができるため、曲線通過時にレールにかかる横圧が約20％低減され、曲線通過がスムーズになるだけでなく、振動・騒音が低減される。
主電動機は池袋寄りの先頭車（2000形）以外の端側の全ての非操舵軸（固定軸）に搭載されており、車体中心側の操舵軸は全て付随軸となっている。これは、曲線での出入部分での軸重が変動しやすい車端側を非操舵軸とすることで、軸重を増して輪軸抜けを防止するためである。この関係で編成としては5M1Tだが、電動車は4軸のうち各連結面寄りの1軸（1両2軸）が動力軸となっており、動力軸の数という面で見ると2.5M3.5Tとなる。
また、基礎ブレーキについては非操舵軸は一般的な踏面ブレーキ方式（ユニットブレーキ）だが、操舵軸はディスクブレーキ方式とされ、合わせて踏面清掃装置が設けられている。このほか、車両留置時における手歯止め取り付け作業を軽減させるため、先頭車の前位寄り台車の操舵軸（ディスクブレーキ）には駐車ブレーキを設置している。

### ブレーキ制御
本系列のブレーキ制御は従来の車両と異なる各軸個別制御システムを採用した。これは、本系列では1台車内に2種類の基礎ブレーキが併存しており、同一の制御ができないためである。
本系列は18m級の小型車体で艤装スペースが少ないことから、ブレーキ装置は小型のものが採用されたほか、各軸制御が可能な超小形ブレーキ受信装置一体形ブレーキ作用装置を新規開発して各車2台搭載している。ブレーキシステムは回生ブレーキの有効活用を図るため遅れ込め制御を導入しているが、本系列の複雑なM・T軸の配置から16000系で採用した車両制御情報管理装置（TIS）を用いた編成統括回生ブレンディング制御を採用している。これは、TISにより編成全体で必要なブレーキ力を算出して、編成全体での回生ブレーキでもブレーキ力が不足する場合に空気ブレーキで補足するもので、不足分を補足するように操舵軸（付随軸）のブレーキ作用装置に指令が送られるようになっている。

## 編成
|                       | ← 荻窪駅・方南町駅池袋駅 → | ← 荻窪駅・方南町駅池袋駅 → | ← 荻窪駅・方南町駅池袋駅 → | ← 荻窪駅・方南町駅池袋駅 → | ← 荻窪駅・方南町駅池袋駅 → | ← 荻窪駅・方南町駅池袋駅 → |
| 号車                  | 1                          | 2                          | 3                          | 4                          | 5                          | 6                          |
| 車種                  | 2101                       | 2201                       | 2301                       | 2401                       | 2501                       | 2001                       |
| --------------------- | -------------------------- | -------------------------- | -------------------------- | -------------------------- | -------------------------- | -------------------------- |
| 区分                  | CM                         | M1                         | M2                         | M3                         | M4                         | CT                         |
| 搭載機器              | SIV BT                     | VVVF （1C1M4群） CP        | IR                         | VVVF （1C1M6群）           | SIV                        | CP BT                      |
| 動輪軸                | ●○ ○●                      | ●○ ○●                      | ●○ ○●                      | ●○ ○●                      | ●○ ○●                      | ○○ ○○                      |
| 車内設備              | 車椅子スペース             | 車椅子スペース             | 車椅子スペース             | 車椅子スペース             | 車椅子スペース             | 車椅子スペース             |
| 定員 （）内は座席定員 | 122 (36)                   | 137 (44)                   | 137 (44)                   | 137 (44)                   | 137 (44)                   | 122 (36)                   |

凡例
- VVVF: VVVFインバータ装置
- SIV: 補助電源装置（静止形インバータ）
- CP: 空気圧縮機
- BT: 蓄電池（非常用車上バッテリー）[20]
- IR：誘導無線アンテナ
- 動輪軸：●＝動軸、◯＝付随軸
- ：車椅子/ベビーカースペース

## 運用
2018年度に第01編成を日本車両豊川製作所で製造し、同年8月18日に出荷、甲種輸送により横浜本牧駅まで輸送された。同駅からはトレーラートラックによる陸送で中野車両基地に搬入された。
搬入後の2018年（平成30年）9月から各種性能確認試運転および乗務員訓練を実施し、その後2018年10月11日に報道陣に公開された。
2019年（平成31年）2月23日より営業運転を開始し、2023年度末までに全52編成を導入した上で6両編成の02系を全て置き換えた。

なお、第32編成までは日本車両が一括受注し製造されたが、第33編成以降は近畿車輛が受注した。